# Orthosia fausta
Orthosia fausta är en japansk fjärilsart som beskrevs av John Henry Leech 1889. Arten ingår i släktet Orthosia och familjen nattflyn. Arten förekommer bara i Japan och typlokalen är Republiken Ezo på Yokohama i nuvarande Japan.